# Austropurcellia woodwardi
Espèce
Synonymes
- Rakaia woodwardi Forster, 1955

Austropurcellia woodwardi est une espèce d'opilions cyphophthalmes de la famille des Pettalidae.

## Distribution
Cette espèce est endémique du Queensland en Australie. Elle se rencontre vers Clump Point.

## Systématique et taxinomie
Cette espèce a été décrite sous le protonyme Rakaia woodwardi par Forster en 1955. Elle est placée dans le genre Austropurcellia par Boyer et Giribet en 2007.

## Étymologie
Cette espèce est nommée en l'honneur de Thompson Elwyn Woodward.

## Publication originale
- Forster, 1955 : « Further Australian harvestmen (Opiliones). » Australian Journal of Zoology, vol. 3, p. 354–411.